# Sparkia immaculata
Sparkia immaculata är en fjärilsart som beskrevs av Smith. Sparkia immaculata ingår i släktet Sparkia och familjen nattflyn. Inga underarter finns listade i Catalogue of Life.